# 夫妻

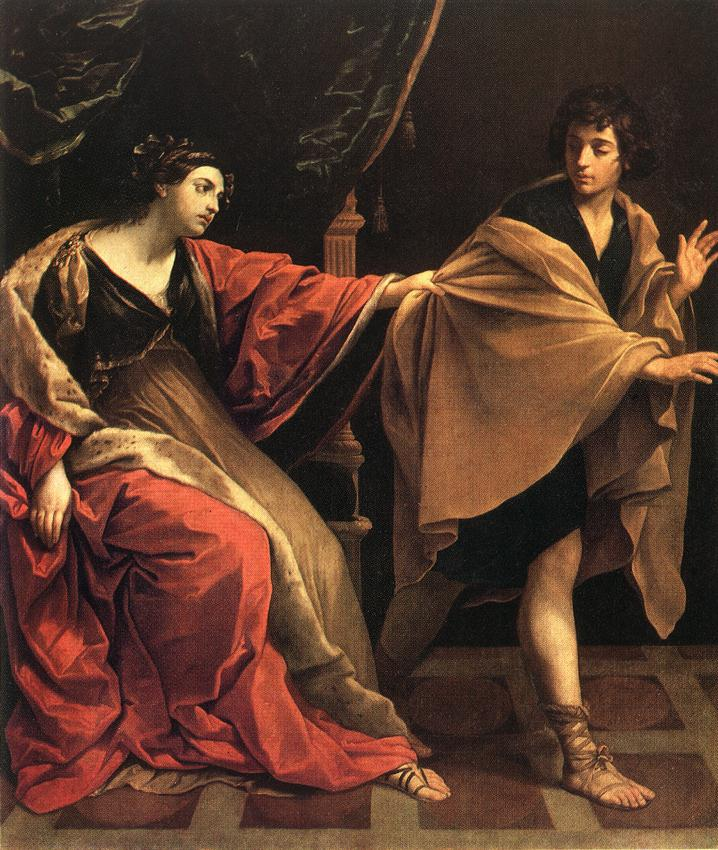
1631年油畫Joseph and Potiphar's Wife

夫妻，是指男性和女性締結婚姻後的關係，可作雙方并稱。一般會共同生活，維持經濟、一同養育子女等。夫妻雙方互為對方的配偶，男方為丈夫，女方為妻子。伉儷則是對別的夫妻的稱呼。古漢語和書信把自己和配偶謙稱为「愚夫婦」，把對方及其配偶尊稱为「賢伉儷」。

## 傳統夫妻關係

### 東亞
古代東亞（中國、日本、朝鮮、越南、琉球）受傳統儒家文化影響，夫婦屬於儒家「五倫」之一，《禮記·昏義》：“昏禮者，將合二姓之好，上以事宗廟，而下以濟後世也。故君子重之。”當時的婚姻是以“事宗廟”、傳宗接代為主要目的，重視夫妻和諧是為了能夠讓家族得以延續。雖然夫妻在名義上、禮制上平等，但實際的地位並不平等。古代東亞奉行一夫一妻多妾制，已婚男性除正妻之外可以納妾；已婚男性沒有納妾的，有些會有寵婢，只要不是過份沉迷女色而影響家庭，就不會受到非議；女性卻要忠於丈夫一人。雖然中國在宋朝之前對女性有婚外情的看法較為寬容，但女性與丈夫以外的男性有愛情或性關係就會被視為不貞，到南宋之後就更為嚴格。女性不貞，輕則被休棄，重則被處死。
於再婚問題上，夫妻的待遇亦有別，男性在喪妻或出妻後續弦視為理所當然；女性方面，雖然中國歷朝歷代均無明文禁止女性在喪夫或被出後改嫁，但早於漢朝班昭所著的《女誡》中，就提到「夫有再娶之義，女無二適之文」，然而真正奉行的卻不多，南宋之前女性改嫁還是很普遍。到近古，對女性改嫁的看法轉趨負面，並影響到鄰國。朝鮮王朝就禁止士大夫和兩班貴族女性改嫁，否則將淪為賤民。日本則對女性改嫁持寬容態度，但到江戶時代後期公家及武家則鼓勵女性守節。琉球對女性改嫁亦持寬容態度，但只有從未改嫁的女性才可成為祝女，也有對節婦的表彰。

### 西方
歐洲傳統上奉行一夫一妻制，雖然夫妻關係較東亞平等，但仍然是男性主導，妻子往往被視為丈夫的私有財產。另一方面，在基督教提倡愛的教義影響下，西方人把夫妻關係視為神聖的，認為是上帝的旨意，因此不鼓勵離婚。

### 伊斯蘭教
《古蘭經》允許男性娶四名妻子，因此伊斯蘭教的夫妻關係常被認為是男尊女卑的，但伊斯蘭教並非鼓勵多妻，而是認為戰亂令男丁減少，女性無人照顧，因此允許有能力照顧多於一名女性的男性最多娶四名妻子，但必須對各妻子平等，因此實際上並不容易完全依經文去實行。

### 總結
除了遠古時期的母系社會，世界上大部份地區的傳統社會都是父系和父權社會，夫妻往往是「男主外，女主內」，丈夫負責維持家庭經濟，養妻活兒，妻子照顧家庭，相夫教子。因此傳統女性婚後往往是家庭主婦。近代已趨向兩性平權。

## 現代夫妻關係
現代價值觀提倡男女平等和尊重個體，夫妻關係著重於雙方的感情維繫，家族利益和延續則較為次要。由於現代女性教育程度提高和工作機會增加，夫妻雙方都外出工作的雙薪家庭在現代化的國家和地區十分常見。也有越來越多夫妻過「女主外，男主內」的生活，因此家庭主夫也越來越多。但傳統觀念仍然影響不少人，有些人認為男性不外出工作，靠妻子提供經濟支持是羞恥的，並把家庭主夫譏為「吃軟飯」、「小白臉」。亦有人認為家庭主婦依靠丈夫供養，對家庭和社會貢獻不大。事實上主內者的貢獻往往不比主外者少。現代平等主義的價值觀認為夫妻的作用是合作維持一個家庭，主內者和主外者為合作關係，並無高低之分。
由於現代夫妻關係並非把生兒育女放於首位，較為重視夫妻之間的感情，有些夫妻因為某些原因而不生育。有不少是雙薪家庭，雙薪無孩的夫妻稱為丁克家庭或頂客族。另外，現代夫妻有不少都不與父母同住，這類家庭稱為核心家庭。
有些情侶選擇同居，雖然沒有正式結婚，卻以夫妻名義生活並夫妻相稱。
理想夫妻容許抱怨，常一起解決小問題。

## 與夫妻相關的文句

### 形容夫妻關係良好
- 公不離婆，秤不離鉈：粵語，指夫妻形影不離
- 夫唱婦隨：丈夫得到妻子支持。
- 夫義婦順：丈夫保護妻子，妻子順從丈夫。
- 比翼連枝：形容情侶﹑夫妻親密不分。
- 比翼雙飛：比喻夫妻感情融洽，萬般恩愛。
- 如膠似漆：夫妻之間感情親密。
- 相敬如賓：夫妻之間互相尊重。
- 舉案齊眉：夫妻之間互相礼遇。
- 魚水和諧：比喻夫婦好合，和樂融融。
- 情比金堅：夫妻感情堅定。
- 執子之手，與子偕老：語出《詩經》，指結為夫妻後就永遠在一起。
- 琴瑟和諧：夫妻關係和諧，如琴瑟合奏。
- 張敞畫眉：比喻夫妻恩愛情深。
- 鶼鰈情深：鶼和鰈都是雌雄常在一起的動物，比喻夫妻感情深厚。
- 鸞鳳和鳴：比喻夫妻倆感情和諧。
- 鳳凰于飛：鳳凰乃神鳥，雄為鳳，雌為凰。當鳳飛走時，凰也跟上去。指夫婦感情好。

### 關於夫妻的負面形容
- 怨偶：關係欠佳的夫妻
- 貧賤夫妻百事哀：語出元稹《遣悲懷》一詩，因为夫妻二人共同经历过患难，一起从贫寒、困顿中走了过来，所以妻子的去世，更加让他感到悲哀。并不是夫妻二人由于贫穷和低贱，所以生活中都百事都生哀。
- 夫妻本是同林鳥，大難臨頭各自飛：形容夫妻關係脆弱、不可靠

## 延伸阅读
[在维基数据编辑]
 《欽定古今圖書集成·明倫彙編·家範典·夫婦部》，出自陈梦雷《古今圖書集成》

1. ↑  . 最融洽的夫妻關係其實負面門檻很低。在理想關係中，夫妻容許彼此抱怨，而且經常一起解決彼此的小問題。